# بارنسلي
بارنزلي (Barnsley) مدينة تقع في مقاطعة جنوب يوركشير وسط إنجلترا .

## توأمة
لبارنسلي اتفاقيات توأمة مع:
- شفايبيش غموند (1971 - )

## أعلام
- جوان هاريس
- تومي تايلور
- تشارلي وليامز
- جون ستونز
- آرثر رووي
- ميك مكارثي
- هدسون تايلور
- رون كو
- لوري سكوت
- توم ويلسون